# Антониу-Праду
Антониу-Праду (порт. Antônio Prado) — муниципалитет в Бразилии, входит в штат Риу-Гранди-ду-Сул. Составная часть мезорегиона Северо-восток штата Риу-Гранди-ду-Сул. Входит в экономико-статистический микрорегион Кашиас-ду-Сул. Население составляет 13 315 человек на 2007 год. Занимает площадь 347,616 км². Плотность населения — 41,3 чел./км².

## История
Город основан 11 февраля 1899 года.

## Статистика
- Валовой внутренний продукт на 2003 составляет 195.884.561,00 реалов (данные: Бразильский институт географии и статистики).
- Валовой внутренний продукт на душу населения на 2003 составляет 14.308,59 реалов (данные: Бразильский институт географии и статистики).
- Индекс развития человеческого потенциала на 2000 составляет 0,841 (данные: Программа развития ООН).